# 阿史那
阿史那（土耳其語：Asena或Aşina）是突厥神话中突厥人的始祖。他是一个男子与一头母狼生的十个儿子中其中一个。他也是藍突厥氏族的始祖。但土耳其人认为牠应该是母狼。

## 传说
最早在北史説到突厥始祖，説匈奴别部被破幾乎全死只剩一个男子，後為狼所救，有孕後在高昌北山產下十个儿子，其中一个就是阿史那。俄国史家拉德洛夫曾经说突厥先人窟在博格达山。
另一说法是来自塞种。